# Route nationale 961 (Belgique)
 (avril 2020).
Si vous disposez d'ouvrages ou d'articles de référence ou si vous connaissez des sites web de qualité traitant du thème abordé ici, merci de compléter l'article en donnant les références utiles à sa vérifiabilité et en les liant à la section « Notes et références ».
Pour les articles homonymes, voir Route 961.
La route nationale 961 est une route nationale de Belgique de 3,8 kilomètres qui relie Ermeton-sur-Biert à Maredsous via Maredret.

## Description du tracé

### Communes sur le parcours
- Région wallonne
  -  Province de Namur
    - Ermeton-sur-Biert
    - Maredret
    - Maredsous